# Papahānaumokuākea Marine National Monument
Das Papahānaumokuākea Marine National Monument (vorher Northwestern Hawaiian Islands Marine National Monument) war mit einer Ausdehnung von 1,5 Mio. km² bis Ende 2016 das größte Meeresschutzgebiet der Welt, bis zur Ausweisung des „Meeresschutzgebiets Rossmeer“ (1,55 Mio. km²) in der Antarktis. Es umfasst die Nordwestlichen Hawaii-Inseln und das umliegende Seegebiet. Das National Monument wurde am 15. Juni 2006 durch den amtierenden US-Präsidenten George W. Bush proklamiert und erhielt am 2. März 2007 einen traditionellen hawaiischen Namen. 2010 wurde das Gebiet wegen seines ökologischen Wertes und der Bedeutung für die hawaiischen Ureinwohner von der UNESCO in die Liste ihres Welterbes aufgenommen. Ende August 2016 vervierfachte der scheidende US-Präsident Barack Obama die Schutzfläche auf nun 1,5 Mio. km², nahezu der Größe der Mongolei; der kommerzielle Fischfang wurde damit auf außerhalb der hawaiischen 200-Meilen-Zone verbannt.

## Gebiet
Als 75. US-Nationalmonument schützt das Papahānaumokuākea Marine National Monument sämtliche Inseln im Nordwesten Hawaiis unter der gemeinsamen Leitung des U.S. Fish and Wildlife Service (FWS) und der National Oceanic and Atmospheric Administration (NOAA). Das Schutzgebiet umfasst Atolle, Korallenriffe und angrenzende Meeresgebiete im Pazifischen Ozean mit einer Gesamtfläche von angenähert 1.510.000 km² (582.578 Quadratmeilen), was ungefähr der vierfachen Fläche von Deutschland entspricht.
Im August 2016 weitete der US-amerikanische Präsident Barack Obama das Gebiet (wie schon George W. Bush 2006 in Anwendung der Exekutivrechte des US-Präsidenten) auf mehr als das Vierfache aus; zuvor erstreckte sich das Areal auf einer Fläche von 362.000 km². Damit löste das Papahānaumokuākea Marine National Monument nicht nur den Parc naturel de la mer de Corail in Neu-Kaledonien als weltweit größtes Meeresschutzgebiet ab, sondern war auch das größte Naturschutzgebiet der Erde.
Für traditionelle Hawaiier hat die Inselgruppe eine besondere Bedeutung als Ursprung des Lebens und Ort, an den der Geist der Menschen nach dem Tod zurückkehrt. Die Inseln vermitteln die Verwandtschaft zwischen Menschen und Umwelt und symbolisieren ein kosmologisches Gleichgewicht. Auf den Inseln Nihoa und Mokumanamana wurden Siedlungen der traditionellen Kultur vor dem Kontakt mit Weißen gefunden und archäologisch ausgewertet.

## Tier- und Pflanzenwelt (Fauna und Flora)
Der Schutzraum bietet über 7000 teils endemischen Arten Schutz, die heute gefährdet oder vom Aussterben bedroht sind. Bekannte Tierarten sind unter anderem die Suppenschildkröte (Chelonia mydas, auch als Grüne Meeresschildkröte bekannt, hawaiisch: Honu), die Hawaii-Mönchsrobbe (Monachus schauinslandi, hawaiisch: Sila Hawaiʻi), der Graue Riffhai (Carcharhinus amblyrhynchos), die Laysanente (Anas laysanensis) oder der Laysanalbatros (Phoebastria immutabilis). Zu den Pflanzen, die das Papahānaumokuākea Marine National Monument schützt, zählt die Nihoa-Palme (Pritchardia remota).

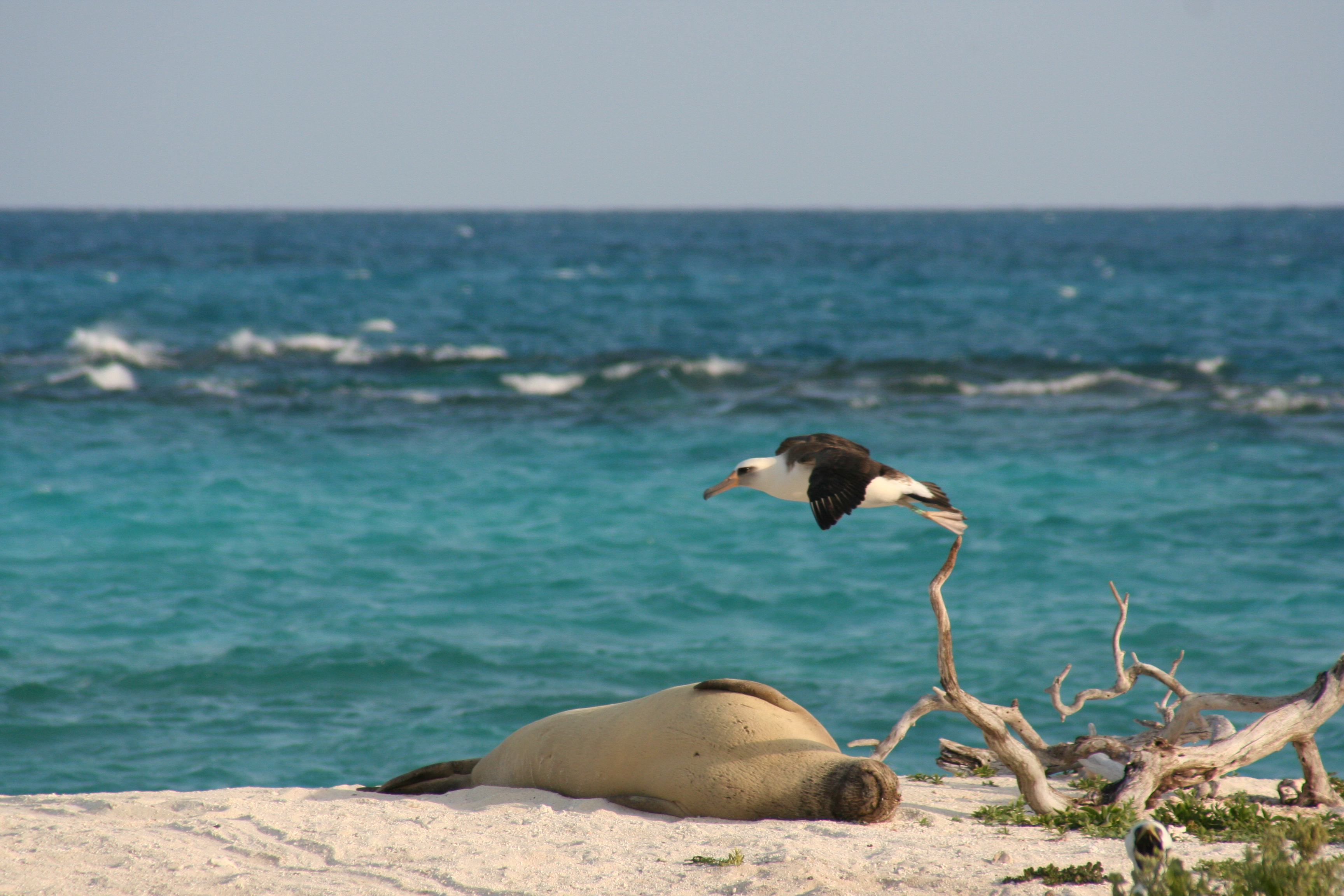
Hawaii-Mönchsrobbe (Monachus schauinslandi) und Laysanalbatros
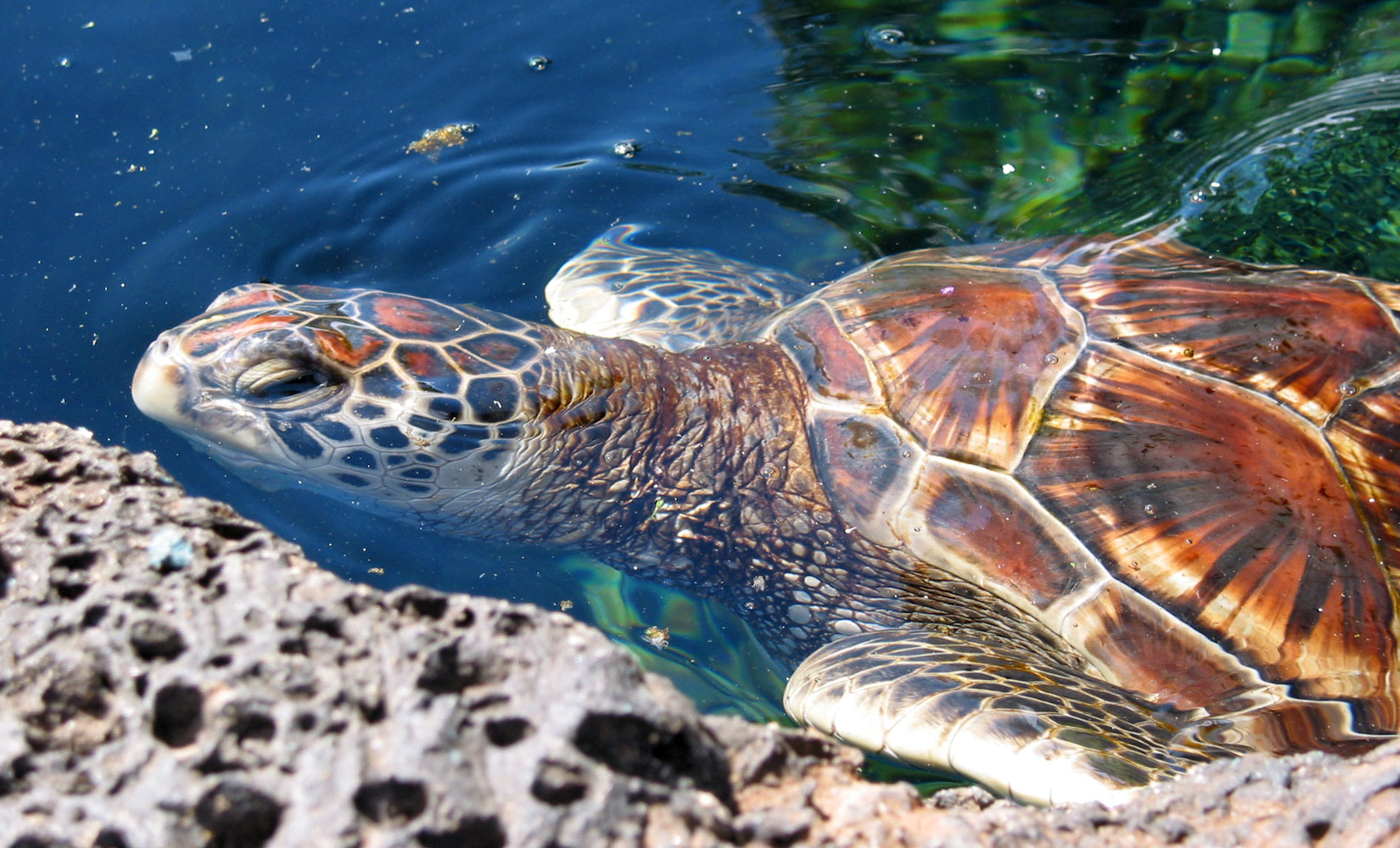
Hawaiische Varietät der Suppenschildkröte (Chelonia mydas)
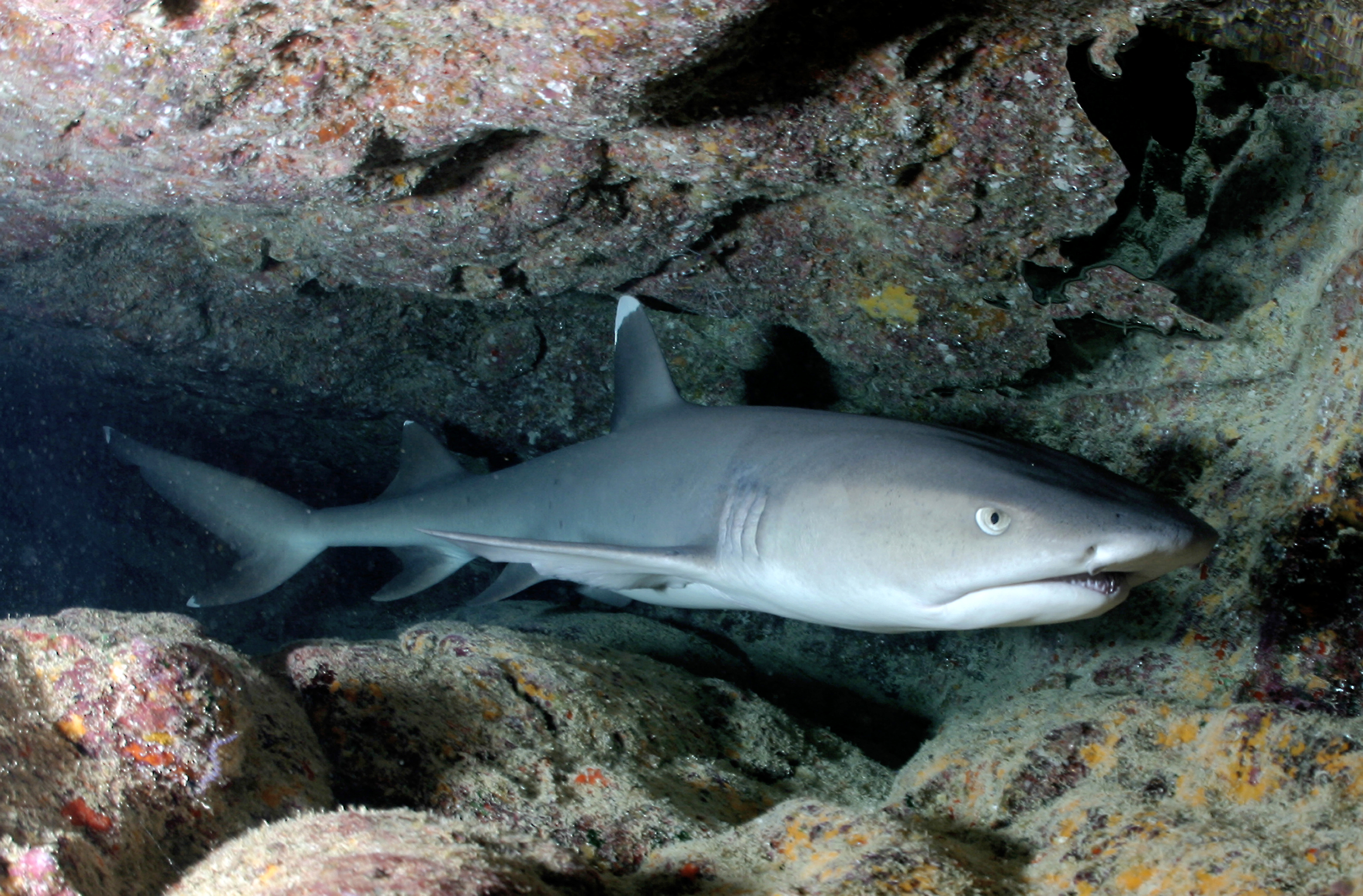
Weißspitzen-Riffhai (Triaenodon obesus)
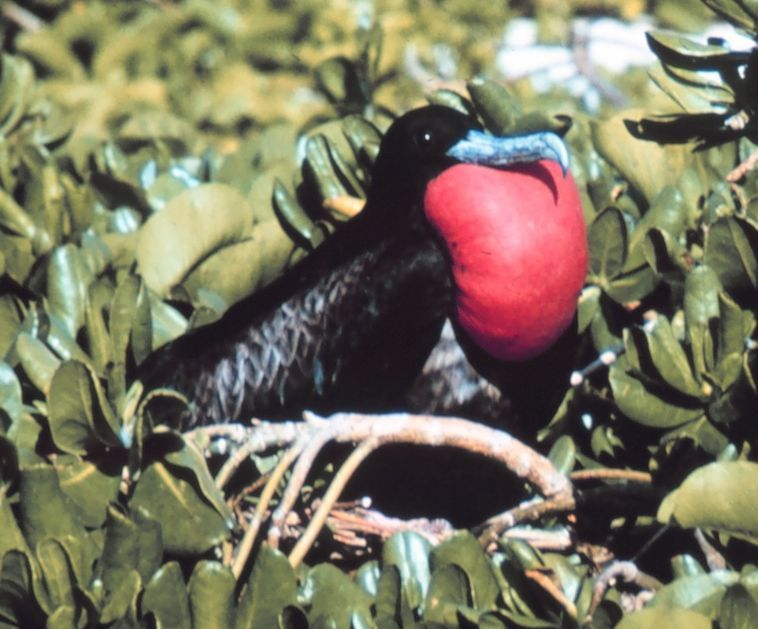
Bindenfregattvogel (Fregata minor)

## Kritik
Die Einrichtung des Naturschutzgebietes wurde vor allem von Fischern und Geschäftsleuten Hawaiis kritisiert, denen Fischgründe und, je nach Handhabung der Genehmigungsregelung, Tourismuseinnahmen verloren gehen. Durch die Ausweitung des Gebiets sind 60 Prozent der Gewässer vor Hawaii für den kommerziellen Fischfang nicht mehr nutzbar.